# Валебона
Валебо̀на (на италиански: Vallebona; на лигурски: Valebòna) е село и община в Северна Италия, провинция Империя, регион Лигурия. Разположено е на 149 m надморска височина. Населението на общината е 1328 души (към 2011 г.).